# Tân Liên, Cao Lộc
Tân Liên là một xã thuộc huyện Cao Lộc, tỉnh Lạng Sơn, Việt Nam.
Xã Tân Liên có diện tích 15,19 km², dân số năm 1999 là 3.770 người, mật độ dân số đạt 248 người/km².
Theo thống kê năm 2019, xã Tân Liên có diện tích 15,19 km², dân số năm 2019 là 3.666 người, mật độ dân số đạt 241 người/km².